# Leucadendron salignum
Espèce

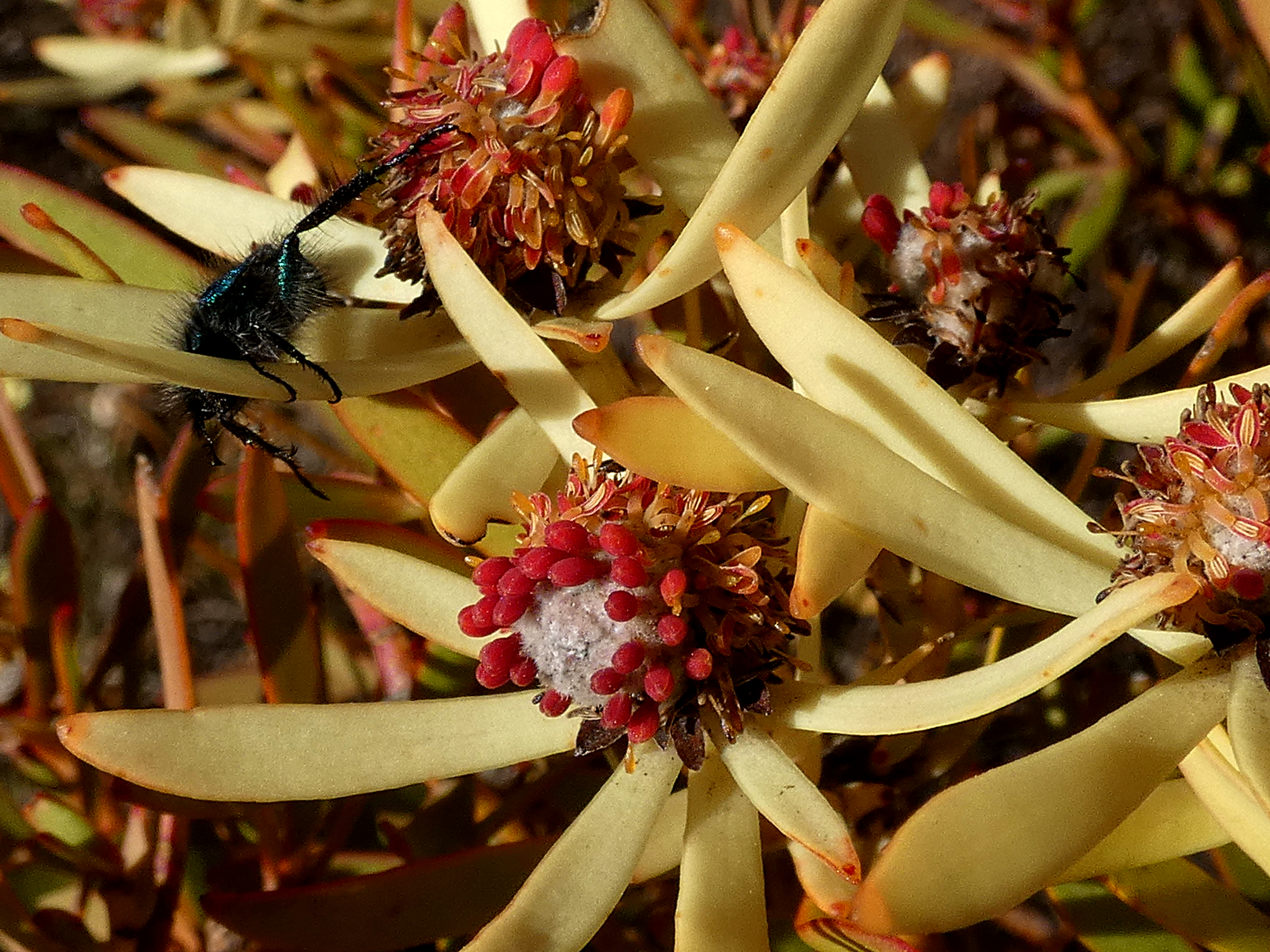
Capitule mâle visité par le « coléoptère singe » Anisonyx

Leucadendron salignum est une espèce de plantes à fleurs de la famille des Proteaceae. C'est un arbuste à feuillage persistant, dioïque. Il produit plusieurs tiges pouvant atteindre 2 m de haut. Il survit aux feux de forêt qui se produisent tous les une ou deux décennies dans le fynbos, où il est présent, en repoussant à partir d'un rhizome souterrain. Pollinisé par des coléoptères, il fleurit d'avril à novembre. Les graines ailées restent dans les cônes ligneux jusqu'à leur libération après un incendie, et sont disséminées par le vent. C'est probablement l'espèce de Protéacées la plus commune en Afrique du Sud, et on la trouve dans les provinces du Cap-Nord, du Cap-Occidental et du Cap-Oriental. Son statut de conservation actuel est Préoccupation mineure.

## Description
Leucadendron salignum est un arbuste à feuillage persistant, rigide et érigé, atteignant 2 m de haut, aux poils doux et soyeux plaqués contre les branches. Ses feuilles sont de tailles et de couleurs de bractées variables. Ses feuilles rigides, mais plutôt fines et coriaces, sont oblongues, linéaires ou lancéolées, longues de 2,5-7,5 cm et larges de 3,25-6,5 mm, progressivement pointues ou à nervure médiane prolongée en pointe, aux poils doux et soyeux plaqués contre la surface des feuilles. Comme dans toutes les espèces de Leucadendron, les capitules mâles et femelles se trouvent sur des plantes différentes.
Le capitule mâle, jaune ou rouge bordeaux, est conique ou ovoïde, long de 8 à 19 cm et large d'à peine 1 cm. Il est sous-tendu par un involucre composé de plusieurs feuilles d'environ 1,9 cm de long, souvent couvertes de poils doux couleur rouille. La bractée qui sous-tend chaque fleur mâle est couverte de longs poils doux, d'environ 0,5 mm de long, de forme oblongue et à l'extrémité presque pointue. La partie inférieure du périanthe de la fleur mâle, qui reste fusionnée après l'ouverture, appelée tube, mesure 1,5 mm de long, est légèrement comprimée et couverte de longs poils doux. La partie médiane, constituée de quatre segments libres une fois la fleur ouverte (appelés griffes), est linéaire à en forme de bêche, d'environ 2 mm de long et couverte de longs poils doux. La partie supérieure est constituée de quatre segments (appelés membres) d'environ ¹⁄₂ mm de long, elliptiques à l'extrémité légèrement émoussée et légèrement pubescents. Ils fusionnent directement avec les anthères, sans filet, de 0,5 mm de long et de forme oblongue. Le style rudimentaire de la fleur mâle mesure environ 3 mm de long, est filiforme, glabre et porte un stigmate ovoïde de 0,5 mm de long. À la base du style se trouvent quatre écailles linéaires de 0,5 mm de long,.
Le capitule de la jeune fleur femelle est oblong à cylindrique et mesure environ 1,25 cm de long. Les feuilles involucrées sont souvent ivoire et peuvent masquer le capitule. Les inflorescences peuvent être jaunes ou rouges. La bractée qui sous-tend chaque fleur femelle est légèrement poilue, transversalement oblongue, d'environ 2 mm de long et 4 mm de large. Le tube périanthe de la fleur femelle est recouvert de longs poils doux, d'environ 2 mm de long, et comprimé. Les segments de la partie médiane mesurent environ 1 mm de long, sont linéaires et couverts de longs poils doux. Les quatre segments de la partie supérieure mesurent 0,3 mm de long, sont oblongs et couverts de longs poils doux. Les staminodes mesurent 0,25 mm de long et sont linéaires. Le style est glabre, d'environ 3 mm de long, linéaire mais s'élargissant vers le stigmate coupé. L'ovaire est couvert de longs poils doux, de forme oblongue comprimée, d'environ 1 mm de long. Il est sous-tendu par quatre écailles linéaires de 1,5 mm de long. La tête femelle mature est ovoïde, longue de 25-32,5 mm et large de près de 25 mm. Les bractées matures sont recouvertes de poils laineux denses et emmêlés à l'extérieur. Les fruits sont elliptiques, longs d'environ 4 mm, comprimés, à la surface glabre et ridée,.

## Répartition, habitat et écologie

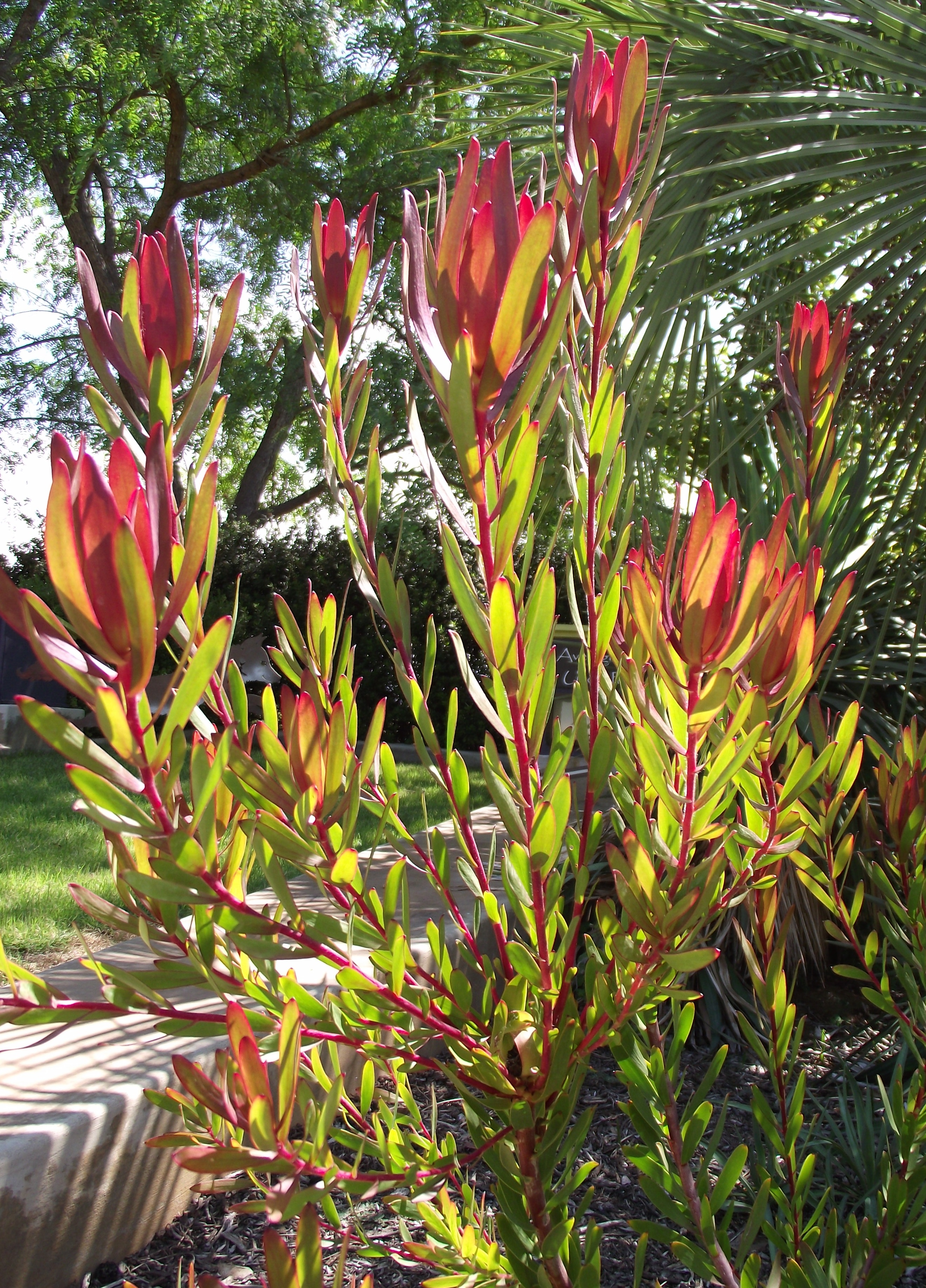
Leucadendron salignum×laureolum ' Rising Sun', un cultivar

commercial. Le conebush commun est une espèce répandue et commune, présente de Nieuwoudtville au nord jusqu'à la péninsule du Cap au sud-ouest et à Grahamstown à l'est. Il s'adapte à une grande variété de sols et pousse du niveau de la mer jusqu'à environ 2 000 m d'altitude,.

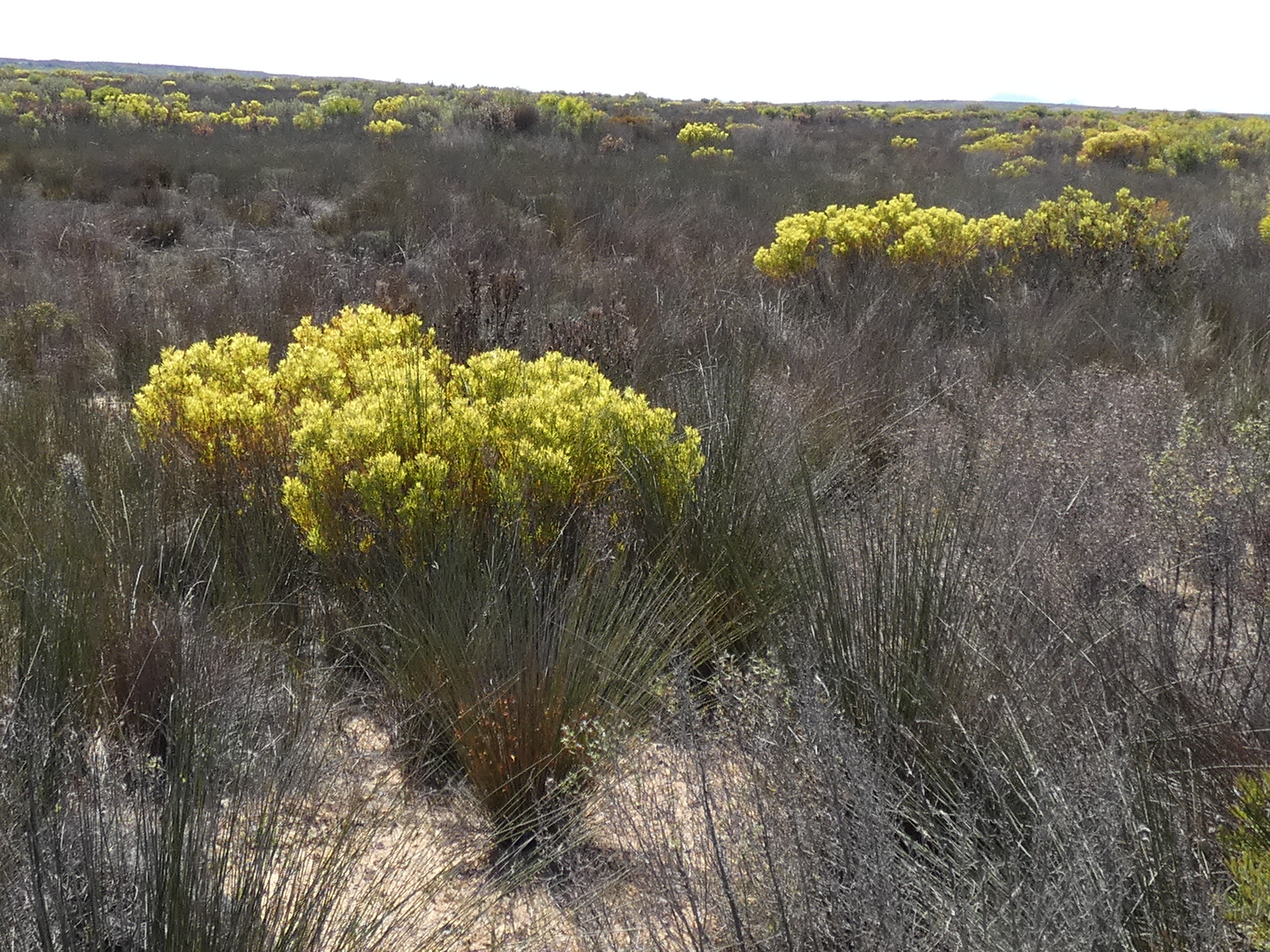
Leucadendron salignum dans une végétation à grosses touffes de Restionaceae, sur le domaine d'Avontuur, au nord-ouest de Nieuwoudtville

Comme toutes les espèces de Leucadendron, L. salignum possède des pieds mâles et femelles distincts. Cette espèce est pollinisée par de petits coléoptères, notamment le coléoptère Pria cinerascens et la coccinelle Adonis (Hippodamia variegata). Les graines ailées restent dans le cône de la plante femelle pendant de nombreuses années, jusqu'à leur libération après qu'un incendie ait détruit la biomasse aérienne. Les plantes matures ne meurent généralement pas, mais repoussent à partir du rhizome souterrain.

## Leucadendron salignumet l'Homme
Leucadendron salignum s'adapte facilement à différents types de sols dans les jardins et résiste au gel jusqu'à −9 °C. Sa floraison est très longue, de mai à décembre, et son involucre coloré entoure les capitules. Sa repousse est également satisfaisante après une taille profonde. Cette espèce, ainsi que plusieurs de ses hybrides et cultivars, est largement utilisée pour la production de feuillage coupé.
Le Leucadendron « Safari Sunset » est un hybride issu d'une variété rouge de L. salignum et de Leucadendron laureolum. Créé en Nouvelle-Zélande dans les années 1960, il est cultivé commercialement en Israël et exporté dans le monde entier comme fleur coupée.

## Dénominations
Cette plante est appelée communément en afrikaans Knoppiesgeelbos, et, en anglais, Common sunshine conebush,,.

## Systématique
L'espèce Leucadendron salignum a été décrite pour la première fois en 1766 par le botaniste suédois Peter Jonas Bergius.
Le botaniste écossais Robert Brown a appelé l'espèce « L. adscendens » dans son ouvrage de 1810 « Sur l'ordre naturel des plantes appelées Proteaceae ». Carl Meisner lui a donné le nom de « L. involucratum » en 1856.
Une comparaison de l'ADN homologue indique que « L. salignum » pourrait être le plus étroitement lié à Leucadendron lanigerum, suivi d'un clade composé de Leucadendron flexuosum et Leucadendron discolor.
Leucadendron salignum a pour synonymes :
- Euryspermum frondosum Knight
- Euryspermum humifusum Knight
- Euryspermum salignum (P.J.Bergius) Knight
- Leucadendron adscendens R.Br.
- Leucadendron cuspidatum Klotzsch
- Leucadendron cuspidatum Klotzsch ex Meisn.
- Leucadendron eriocladum Gand. & Schinz
- Leucadendron inflexum Link
- Leucadendron involucratum Meisn.
- Leucadendron salignum R.Br.
- Leucadendron virgatum Drège
- Leucadendron virgatum Drège ex Meisn.
- Protea conifera L.
- Protea diversifolia Willd.
- Protea inflexa Willd.
- Protea involucrata Willd.
- Protea involucrata Willd. ex Meisn.
- Protea pallens L.
- Protea saligna L.
- Protea stricta Don
- Protea stricta Don ex Steud.

### Étymologie
Le nom de genre Leucadendron vient du grec leukos « brillant, blanc » et dendron « arbre ».
Son épithète spécifique du latin salignus, « fait de bois de saule ». 